# Orogenia apalache

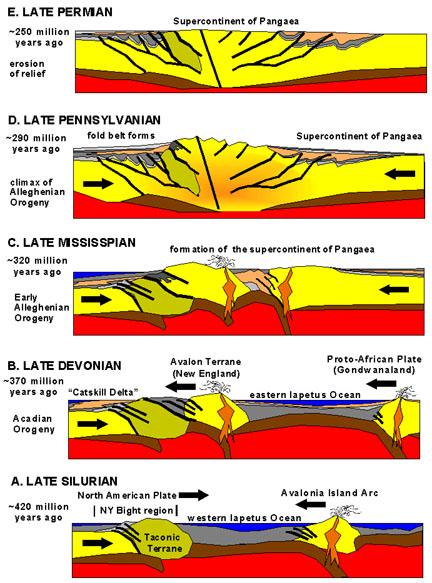
Secuencia de la orogenia

La orogenia apalache u orogenia alleghenia fue un evento de creación de montañas que afectó al geosinclinal de los Apalaches a finales del período pérmico.
La orogenia apalache es más acentuada en el centro y sur de los montes Apalaches y produce diferentes efectos en varias subregiones como el plegamiento compresivo de la falla geológica del Valle y Cordillera de los Apalaches, hacia el occidente el empuje de la Cordillera Blue y el leve metamorfismo plegadizo e intrusión ígnea de Piedmont. Puede haberse originado a partir del choque del centro y sur del margen continental apalache con el de África del Norte durante el período pérmico.